# Stockholmare (TV-serie)
Stockholmare är en TV-serie som visades på Kanal 5 år 2001. Det är en dokusåpa filmad som mockumentär, produktionsbolaget Spader Knekt valde att kalla det för en "dogmakomedi". Det var inte meningen att tittarna skulle veta om programmen var äkta eller fake. Programmen som sändes i åtta stycken 23 minuters delar visar hur fyra personer i slutet av sin ungdom försöker orientera sig fram i livet. Dessa personer är Olle (Olle Kvarnsmyr), Jugge (Jörgen Nohall), Nina (Carina Svensson), Markus (Markus Hillborg) och Henke (Henrik Eriksson).
Johan Kling skapade, producerade och regisserade serien.